# 별은 내 가슴에
《별은 내 가슴에》는 1997년 3월 10일부터 1997년 4월 29일까지 방영한 문화방송 월화 미니시리즈이다.

## 트리비아
1997년 상반기 당시 최고 시청률 49.3%를 기록한 대한민국의 트렌디 드라마 작품이다. 그리고 이 드라마와 《그대 그리고 나》에 여주인공으로 출연한 최진실은 MBC 연기대상에서 대상을 차지했고, 안재욱과 아울러 베스트 커플상도 차지했다.

## 등장 인물

### 주요 인물
- 최진실 : 이연이(여주인공, 송부띠끄 디자이너, 강민의 연인) / 소피아(밀라노 사진 기사, 이준희의 연인) 역
- 차인표 : 이준희 역 - JS패션 기획 실장, 소피아의 연인
- 안재욱 : 강민 역 - 남주인공, 가수, 이연이의 연인
- 전도연 : 양순애 역 - 이연이의 보육원 친구, 댄스 가수

### 주변 인물
- 오지명 : 강 장군 역

강민의 아버지 - 예비역 육군 준장
- 선우용녀 : 김 여사 역

강민의 계모
- 이영후 : 안 사장 역

이반, 이화의 아버지, 송 여사의 남편
- 박원숙 : 송 여사 역

이반, 이화의 어머니, 안 사장의 아내
- 박철 : 안이반 역

안 사장과 송 여사의 큰아들, 이화의 오빠
- 조미령 : 안이화 역

안 사장과 송 여사의 막내딸, 이반의 여동생

### 그 외 인물
- 강남길 : 한재봉 역

JS패션 재단사(과장 직급)
- 맹상훈 : 허강영 역

JS패션 재봉사(과장 직급)
- 전운 : 전회섭 역

JS패션 회장 - 오래 전에 아내를 병으로 상배
- 김소연 : 전소희 역

전회섭의 말레이시아 콸라룸푸르 거주중인 첫째 친손녀
- 손민우 : 장갑수 역

전회섭의 말레이시아 콸라룸푸르 거주중인 첫째 친손녀사위
- 서유정 : 전주찬 역

전회섭의 말레이시아 콸라룸푸르 유학중인 막내 친손녀
- 남성훈 : 이동직 역

JS패션 이사장 - 이준희의 큰아버지 - 아내(故 전용우)를 병으로 상배
- 이영자 : 이마리 역

이준희의 사촌 누나 - 결혼 후 미국 시카고 거주
- 송영웅 : 송호은 역

이마리의 남편 - 결혼 후 미국 시카고 거주 - 안 사장의 아내 송 여사의 친정 친척
- 유태웅 : 이준영 역

JS패션 상무이사 - 이준희의 사촌 형
- 강미 : 강 여사 역

강민의 고모 - 캐나다 캘거리 거주
- 박영지 : 신 사장 역

강민의 고모부 - 캐나다 캘거리 거주 - 오성그룹 캐나다 지사장
- 유경아 : 신찬희 역

강민의 고종사촌 동생 - 결혼 후 캐나다 밴쿠버 거주
- 최재호 : 민태용 역

강민의 고모 내외의 사위 - 결혼 후 캐나다 밴쿠버 거주
- 김승욱 : 원창승 역

강민의 매니저
- 엄유신 : 여정희 역

강민의 친어머니
- 경인선 : 정태숙 역

송 여사의 보조 디자이너
- 김정은 : 홍지영 역

준희의 비서
- 김혜옥 : 최소영 역

이연이의 친어머니
- 변정수 : 오지예 역

모델, 이화의 친구
- 서승만 : 조상우 역

나이트클럽 진행자
- 최범호 : 남궁득호 역

강민 아버지(강 장군)의 비서실 심복
- 전재룡 : 지병두 역

강민 아버지(강 장군)의 비서실 심복
- 이재포 : 임은동 역

강민 아버지(강 장군)의 비서실 심복
- 김세아 : 장전숙 역

안이화의 동료 모델.
- 구혜진 : 구서옥 역

안이화의 동료 모델.
- 유서진 : 여강은 역

안이화의 동료 모델.
- 강성연 : 배민경 역

안이화의 동료 모델.

## OST
| #            | 제목                   | 가수         | 재생 시간 |
| ------------ | ---------------------- | ------------ | --------- |
| 1.           | 〈별은 내 가슴에〉     |              | 4:35      |
| 2.           | 〈언제나 너의 곁에서〉 | 임하영       | 4:35      |
| 3.           | 〈너의 미소 (Inst.)〉  |              | 3:26      |
| 4.           | 〈여행 (Inst.)〉       |              | 3:07      |
| 5.           | 〈상처 (강민 테마)〉   | 김정훈       | 4:03      |
| 6.           | 〈이별 (Inst.)〉       |              | 2:25      |
| 7.           | 〈추억 (Inst.)〉       |              | 2:37      |
| 8.           | 〈그리움 (Inst.)〉     |              | 3:24      |
| 9.           | 〈너만큼 나에게〉      | 임하영       | 4:19      |
| 10.          | 〈사랑 (Inst.)〉       |              | 3:51      |
| 11.          | 〈일기 (Inst.)〉       |              | 1:39      |
| 12.          | 〈별은 내 가슴에〉     |              | 1:35      |
| 13.          | 〈너만큼 나에게 (MR)〉 |              | 4:19      |
| 총 재생 시간 | 총 재생 시간           | 총 재생 시간 | 41:39     |

## 수상
- 1997년 MBC 연기대상 대상, 베스트커플상 최진실
- 1997년 MBC 연기대상 남자 우수상 차인표
- 1997년 MBC 연기대상 남자 인기상, 베스트 커플상 안재욱

## 시청률
- 당시에 평균 시청률은 40.2%였고, 최고 시청률은 49.3%라는 높은 시청률을 기록하였다.[8]

## 참고 사항
- 당초 이정재와 김희선이 남녀 주인공으로 물망에 올랐으나 여러 가지 사정으로 무산됐다.[9]
- 방영 당시 국내에서 신드롬을 일으켰고, 1990년대 말 중화인민공화국으로 수출되어 폭발적인 인기를 끌면서 최초의 한류 드라마로 평가받고 있다[10][11]
- 사고로 부모님을 잃은 고아원 출신의 디자이너가 톱스타와 재벌 등 이들과 엮이면서 온갖 역경을 딛고 성공과 사랑을 이루기까지의 이야기를 그린 전형적인 캔디형 드라마의 시초이기도 하다.[12]
- 동화 《콩쥐팥쥐전》과 일본 만화 《캔디 캔디》를 섞은 듯한 줄거리라는 비난을 샀으며, 여러 차례 호화 사치스런 장면을 내보내어 방송위원회로부터 경고를 받았다.[13] .[14]
- 최진실은 1994년 회당 3백만 원의 조건으로 SBS와 100회 출연 계약을 했으며 이어 1996년 3월에도 100회 연장하는 재계약을 맺었으나[15] 계약을 어기고 《별은 내 가슴에》에 출연하면서 SBS 측과 마찰을 빚었으며 이 탓인지 KBS 2TV 《첫사랑》성찬옥 역(송채환 분) 물망에 올랐지만[16] 고사했다. 이 과정에서 SBS 측으로부터 고소를 당했고[17] 결국 최진실은 다음 해인 1998년 4월 1일 서울지법으로부터 "SBS에 5억여원의 손해배상금을 지급하라"는 판결을 받았다.[18]
- 이 드라마에 삽입된 OST 노래는 가수 조장혁이 부르는 노래도 있으며, 원래 방영 초기에 안재욱은 조장혁이 부른 곡(그대 떠나가도)을 애초에 립싱크를 하였는데[19] 그로부터 며칠 이후에, 이진석 PD가 안재욱의 노래 실력이 꽤 상당히 뛰어남을 알게 되면서, 결국 나중에는 직접 부르는 것으로 바뀌었다.
- 최종회에 용인 에버랜드에서 촬영된 프로포즈 신에서는 안재욱의 1집 앨범 타이틀곡 《Forever》가 첫 공개되어 60만 장 이상의 높은 판매량을 기록하는 등 많은 사랑을 받았다.
- 《응답하라 1997》의 1회에서 이 드라마가 등장한다.